# Municipio de Lake George (Dakota del Sur)
El municipio de Lake George (en inglés: Lake George Township) es un municipio ubicado en el condado de Charles Mix en el estado estadounidense de Dakota del Sur. En el año 2010 tenía una población de 34 habitantes y una densidad poblacional de 0,44 personas por km².

## Geografía
El municipio de Lake George se encuentra ubicado en las coordenadas 43°27′47″N 99°0′45″O / 43.46306, -99.01250. Según la Oficina del Censo de los Estados Unidos, el municipio tiene una superficie total de 77.35 km², de la cual 76,58 km² corresponden a tierra firme y (0,99 %) 0,77 km² es agua.

## Demografía
Según el censo de 2010, había 34 personas residiendo en el municipio de Lake George. La densidad de población era de 0,44 hab./km². De los 34 habitantes, el municipio de Lake George estaba compuesto por el 100 % blancos. Del total de la población el 0 % eran hispanos o latinos de cualquier raza.